# Камаричі
Камаричі (рос. Камаричи) — селище Озерського міського округу, Калінінградської області Росії. Входить до складу Гавриловського сільського поселення.
Населення —  31 особа (2015 рік). 

## Населення
| 2002 | 2010 |
| ---- | ---- |
| 20   | ↗31  |